# Arkadij Alov
Arkadij Ivanovič Alov (in russo Аркадий Иванович Алов?; Tarasovo, 4 dicembre 1914 – Leningrado, 24 maggio 1982) è stato un allenatore di calcio e calciatore sovietico, di ruolo attaccante.

## Biografia
Soldato durante la seconda guerra mondiale, eccetto una parentesi nella Repubblica Uzbeka ha trascorso la sua intera carriera calcistica a Leningrado. Tra il 1960 e il 1964 fu un arbitro di calcio della sezione di Leningrado. Nel 1967 guida lo Zenit, la sua ultima panchina "di prestigio": la squadra arriva all'ultima posizione del torneo e sarebbe retrocessa, tuttavia è salvata dalla politica sovietica, che decide di non far retrocedere la squadra nel 50º anniversario della rivoluzione d'ottobre.